# JFreeChart

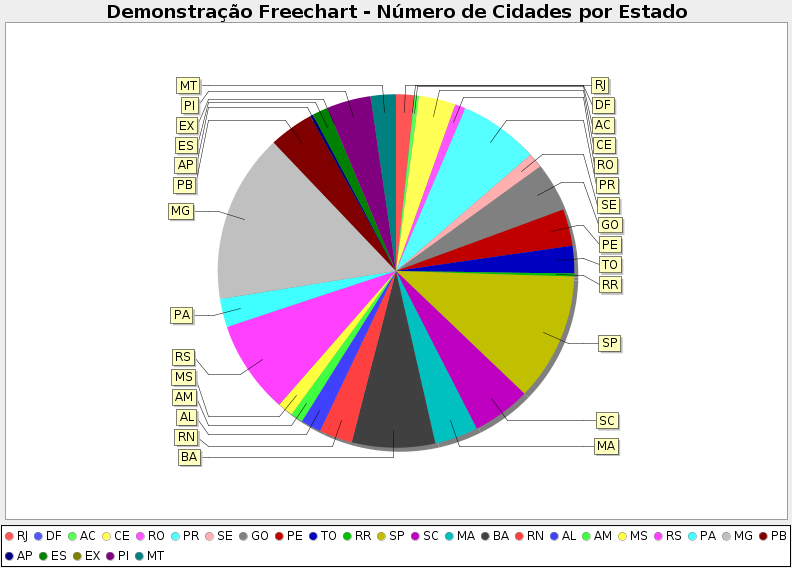
Gráfico de setores elaborado no Freechart

JFreeChart é um framework de código aberto para a linguagem de programação Java, que permite a criação de uma grande variedade de gráficos, tanto interativos quanto não interativos.
JFreeChart suporta variados gráficos, incluindo gráficos combinados:
- Gráficos X-Y  (linha, spline e dispersão). Eixo de tempo é possível;
- Gráficos de setores (torta);
- Diagramas de Gantt;
- Gráfico de barras (horizontal e vertical, empilhados e independentes). Também tem histograma de plotagem embutido;
- Valor único (termômetro, bússola, velocímetro) que podem então ser colocados sobre mapas;
- Vários gráficos específicos (gráfico vento, gráfico polar, gráficos de bolhas de vários tamanhos, entre outros).

É possível colocar vários marcadores e anotações sobre o traçado do gráfico.
JFreeChart também trabalha com GNU Classpath, uma implementação em software livre da biblioteca de classes padrão para a linguagem de programação Java.
JFreeChart desenha automaticamente as escalas dos eixos e legendas. Gráficos em GUI obtêm automaticamente a capacidade de ampliar (zoom in) com o mouse e permitem mudar algumas configurações através do menu local. Os gráficos existentes podem ser facilmente atualizados por meio dos listeners que a biblioteca tem em suas coleções de dados.